# Hjálmar (album)
Hjálmar är den isländska reggaegruppen Hjálmars andra studioalbum. Albumet släpptes år 2005.

## Låtlista
1. "Ég vil fá mér kærustu" – 5:51
2. "Samhygð" – 4:44
3. "Til þín" – 3:44
4. "Heim á ný" – 5:14
5. "Geislinn í vatninu" – 5:24
6. "700 þúsund stólar" – 4:21
7. "Líð ég um" – 4:13
8. "Veglig vefjan" – 4:48
9. "Hvaða frelsi" – 5:31
10. "Húsið hrynur" – 6:48